# Victor Brix
Pour les articles homonymes, voir Brix (homonymie).
Victor Brix est un architecte naval du XXe siècle. Il est le fils d'André Brix, un architecte naval et mathématicien ayant collaboré avec Pafnouti Tchebychev et écrit un livre sur l'architecture navale de plaisance en mer Baltique au début du XXe siècle.

## Biographie
Russe blanc (pro tsariste après la révolution bolchevique) exilé en France en 1920, Victor Brix est un architecte prolifique : il dessine un millier de plans, en majorité pour la marine de plaisance. Il est interné dans un hôpital psychiatrique à Limoges pendant vingt ans à la suite d'un épisode de démence en 1936 durant lequel il assassine sa mère. Il reprend ensuite son activité dans les années 1950.Malheureusement, une grande partie de ses archives a été détruite dans un incendie en 2008, rendant difficile l'évaluation complète de son héritage. 

## Réalisations
(février 2017).
L'étendue des réalisations de Brix n'est pas connue car la majorité des archives le concernant ont disparu dans un incendie en 2008. Certaines de ses œuvres ont cependant pu être répertoriées, notamment par Georges Auzépy-Brenneur :
- 1921 : Un Rêve, croiseur à dérive de 5 m, Projet de 6,50 m I
- 1921-1923 : collaboration avec le chantier Jouët à Sartrouville
- 1922 : yacht bulb-keel de 5,50 m, Azahi et Coucou
- 1923 : cotre breton Magda III, de 9 m
- 1924 : 6,50 m SI « de croisière », à M. Giffo yacht mixte de 9 m
- 1925 : croiseur de 5,50 m Yves III, Sturly 8,50 m SI, croiseur Muscadet de 8.5 m
- 1926 : monotype 4,50 m Baie de Morlaix, monotype du Finistère de 6,50 m, croiseur de 8,50 m Alain Gerbaut, Cormoran de 4,50 m, yacht mixte de 15 m
- 1927 : goélette Istar goëlette de 13 m
- 1928 : goélette Avel Vraz, goélette de 17 m Escapade avec D. Séveri, sloup de croisière Pépère de 8,50 m à M. Brard, ketch hauturier de 17,20 m, croiseur hauturier de 7,50 m Mordicus, Cormoran Tête en bois.
- 1929 : Dalc’h Mad 8 m JI à Mme Lillaz, goélette à voiles d’étai de 16 m, esquisse yacht de course de 8,20 m, étude Piccolo 5 m JI, 1er prix concours Le Yacht, croiseur de 17 m
- 1929 : Lumberjack, goélette de 27 m en acier
- 1930 : sloup aurique Bohème à M. Brard,
- 1930 : Maïa à M. Paul Grivot, construction au chantier Bernard Macario Deauville
- 1931 : cotre de 13,60 m Evenos à M. Jean Huge, Yacht de croisière, construction au chantier Bernard Macario Deauville juin 1931
- 1931 : cotre de Carantec Kotick, Eugénia II ketch de 20 m, goélette Lumberjack
- 1932 : Yawl Marconi de 11 m Trégor, yacht à moteur de 15 m Phébus (étude n° 787), croiseur hauturier de 6,50 m Cap Horn à M.de Baudouin, croiseur hauturier de 6,40 m Ben Ven à M.de Kerdrel, monotype Caneton dériveur de 5 m
- 1951 : Lutin monotype à double ailerons de 4 m
- 1955 : Croiseurs de 8,65 m Chimère et Robinson
- 1956 : premier projet Aunis, croiseur à double ailerons de 7 m, Aiguillon bi-ailerons de 9,15 m, Mordicus Viking
- 1957 : projet de ketch bi-ailerons de 11 m, Phoque croiseur de 6 m, Bonafide II, yacht de 9 m type Alain Gerbaut
- 1958 : Leif croiseur à tableau de8,20 m
- 1959 : Un Rêve, croiseur à dérive de 5,50 m, croiseur de 6,50 m Dauphin, croiseur Exocet de 8,50 m
- 1960 : norvégien de 8,25 m Mordicus Mer du Nord, étude n° 48 pour Ziegler, étude pour chantier Sorlut à Oléron, Mouette croiseur de 6,60 m
- 1961 : étude n° 61: 5,50 m
- 1962 : croiseur de 8,25 m Prima, chantier Jézéquel de Carantec, nouveau projet bi-ailerons Aunis 7,50 m, croiseur Cristal, chantier des Baux à Sanary, croiseur bi-ailerons Prosit, chantier Labbé à St-Malo
- 1964 : classe III de 10,40 m Gaviotta
- 1966 : bateau de pêche Sud Breton de 8 m
- 1967 : ketch de 13,35 m L’Homme Tranquille, chantier Rameau à Etel
- 1968 : Remorqueur pour le Gabon
- 1969 : étude n° 110
- 1971 : étude n° 115 Dauphin